# Šuang-jü
Šuang-jü (čínsky pchin-jinem Shuāngyǔ, znaky zjednodušené 双屿, tradiční 雙嶼, doslova „Dvojí ostrov“) byl přístav na ostrově Liou-cheng (六橫島) v souostroví Čou-šan u pobřeží východočínské provincie Če-ťiang. V 16. století přístav sloužil jako středisko nelegálního obchodu mezi mingskou Čínou a Japonskem, zeměmi jihovýchodní Asie, Portugalci.
Mingské úřady zahraniční obchod ve 20. letech 16. století zakázaly v rámci politiky zakázaného moře, pašeráci a piráti wo-kchou se proto od poloviny 20. let 16. století scházeli v Šuang-jü. Roku 1548 mingská armáda zorganizovaná Ču Wanem, náčelníkem pobřežní obrany Če-ťiangu a Fu-ťienu, Šuang-jü dobyla, město srovnala se zemí a přístav zavalila kamením, čímž ho učinila nepoužitelným.